# خالد بن ولید
ابو سلیمان خالِد بن وَلید بن مُغیره مَخزومی قریشی (عربی: أَبُو سُلَیْمَانَ خَالِدُ بْنُ الْوَلِیدِ بْنِ الْمُغِیرَةِ الْمَخْزُومِیُّ الْقُرَشِیُّ‎؛ متوفی ۶۴۲ م) فرمانده و سردار نظامی عرب در سدهٔ اول قمری و هفتم میلادی بود. او در ابتدا از طرف قریش لشکرکشی علیه محمد را رهبری کرد اما بعداً مسلمان شد و بقیه عمر خود را در خدمت سپاه اسلام گذراند. خالد در جنگ ارتداد علیه قبایل شورشی در عربستان در سال‌های ۶۳۲–۶۳۳ و ورود اعراب به ایران در سالهای ۶۳۳–۶۳۴ و جنگ اعراب و بیزانس در سال‌های ۶۳۴–۶۳۸ نقش فرماندهی را بر عهده داشت. خالد به دلیل لشکرکشی‌های مقتدرانه‌اش در تاریخ اسلام، به شمشیر برکشیده خدا و فرمانده فاتحمشهور است.
خالد به عنوان سوارکاری از طایفه اشرافی بنی‌مخزوم قبیله قریش، که با محمد مخالف بودند، نقش مهمی در شکست محمد و پیروانش در طول نبرد احد در سال ۶۲۵ میلادی ایفا کرد. در سال ۶۲۷ یا ۶۲۹ میلادی، او در حضور محمد به اسلام گروید و محمد او را به عنوان یک فرمانده نظامی رسمی در میان مسلمانان منصوب کرد و به او لقب «سیف‌الله (ت.ت. 'شمشیر خدا')» یا «سیف‌الله المسلول (ت.ت. 'شمشیر برکشیده خدا')» داد. خالد در طول نبرد موته هماهنگی عقب‌نشینی امن نیروهای مسلمان علیه بیزانسی‌ها را بر عهده داشت. او همچنین در طول فتح مکه توسط مسلمانان در سال‌های ۶۲۹–۶۳۰ میلادی و نبرد حنین در سال ۶۳۰ میلادی، بادیه‌نشینان را تحت فرمان ارتش مسلمانان رهبری کرد. خالد پس از مرگ محمد به فرمانده نبردهای نجد و یمامه منصوب شد تا قبایل عرب مخالف دولت نوپای مسلمانان را سرکوب یا مطیع خود کند. این لشکرکشی با پیروزی خالد بر طلیحه و مسیلمه رهبران شورشی، به ترتیب در نبرد بزاخه در سال ۶۳۲ میلادی و نبرد یمامه در سال ۶۳۳ میلادی به پایان رسید.
خالد متعاقباً لشکرکشی‌هایی را علیه قبایل مسیحیان عرب و پادگان‌های ساسانی در امتداد دره فرات در عراق آغاز کرد. ابوبکر بعداً او را به فرماندهی ارتش‌های مسلمانان در سوریه منصوب کرد، جایی که او نیروهای خود را در یک راهپیمایی غیرمتعارف در امتداد یک بخش طولانی و بی‌آب از صحرای سوریه رهبری کرد و شهرت خود را به عنوان یک استراتژیست نظامی افزایش داد. در نتیجه پیروزی‌های قاطع خالد علیه بیزانسی‌ها در نبرد اجنادین (۶۳۴)، نبرد فحل (۶۳۴ یا ۶۳۵)، فتح دمشق (۶۳۴–۶۳۵) و نبرد یرموک (۶۳۶)، ارتش مسلمانان بیشتر شام را فتح کرد. خالد متعاقباً توسط عمر تنزل مقام یافت و از فرماندهی عالی ارتش برکنار شد. خالد به عنوان ستوان کلیدی جانشین خود ابوعبیده بن جراح در محاصره حمص و حلب و نبرد قنّسرین، که همگی در سال‌های ۶۳۷–۶۳۸ رخ داد، به خدمت خود ادامه داد. این درگیری‌ها در مجموع باعث عقب‌نشینی نیروهای امپراتوری بیزانس از سوریه به رهبری هراکلیوس شد. عمر در حدود سال ۶۳۸، خالد را از فرماندهی نظامی و همچنین از سمت فرمانداری لشکر قنّاسرین برکنار کرد. خالد در سال ۶۴۲ میلادی، در مدینه یا حمص، درگذشت.
مورخان عموماً خالد را یکی از باتجربه‌ترین و ماهرترین فرماندهان تاریخ اسلام می‌دانند و به همین ترتیب در سراسر جهان عرب از او یاد می‌شود. سنت اسلامی او را به خاطر تاکتیک‌های قاطع میدان نبرد و رهبری مؤثر در فتوحات مسلمانان می‌شناسد. شهرت نظامی خالد برخی از مسلمانان متقی، به ویژه عمر را که نگران تبدیل شدن آن به یک فرقه شخصیت بودند، نگران کرد. در منابع اسلامی، خالد عموماً به عنوان یک چهره قهرمان مورد احترام است، در حالی که شیعه او را با دید انتقادی به تصویر می‌کشد.

## تبار و زندگی نخستین
ولید بن مغیره پدر خالد، داور اختلافات محلی در مکه در حجاز بود. مورخانی مانند ابن هشام، ابن درید و ابن حبیب او را به عنوان «مسخره‌کننده» محمد پیامبر اسلام، که در سوره‌های مکی قرآن از او یاد شده است، می‌شناسند. او به بنی‌مخزوم، طایفه‌ای برجسته از قبیله قریش و اشراف مکه پیش از اسلام، تعلق داشت. بنی‌مخزوم به خاطر معرفی تجارت مکه به بازارهای خارجی، به ویژه یمن و حبشه، و ایجاد شهرت در میان قریش به دلیل هوش، اشرافیت و ثروتشان، مورد تقدیر قرار گرفته‌اند. برجستگی آنها مدیون رهبری مغیره بن عبدالله جد پدری خالد، بود. هشام، عموی پدری خالد به عنوان «ارباب مکه» شناخته می‌شد و قریش تاریخ مرگ او را به عنوان مبدأ تقویم خود قرار دادند. مورخ محمد عبدالحی شعبان، خالد را به عنوان «مردی با جایگاه قابل توجه» در میان قبیله خود و مکه به‌طور کلی توصیف می‌کند.
اسما بنت حارث مادر خالد، معروف به لبابه الصغری از قبیله عشایری بنی‌هلال بود. لبابه الصغری حدود سال ۶۲۲ میلادی به اسلام گروید و خواهرش میمونه، همسر محمد شد. او همچنین خواهر ناتنی اسما بنت عمیس بود که به ترتیب با جعفر بن ابی‌طالب، ابوبکر و بعدها علی بن ابی‌طالب ازدواج کرد. خالد از طریق بستگان مادری خود با سبک زندگی بادیه‌نشینان عرب بسیار آشنا شد. توصیفات ظاهر خالد نادر است، اما برخی روایت‌ها ادعا می‌کنند که او از نظر ظاهر و صدا چنان شبیه عمر بن خطاب بود که افراد کم‌بینا اغلب آنها را با هم اشتباه می‌گرفتند.
تبارنامه خاندان بنی‌مخزوم
|                                |                                |                                |                                |                                |                                |  |  |                       |                       |                       |                       |                       |                       |  |  |                               |                               |                               |                               |                               |                               |  |  |                       |                       |                       |                       |                       |                       |  |  |                            |                            |                            |                            |                            |                            |  |  | مغیره                      |                            |                            |                            |                            |                            |  |  |                        |                        |                        |                        |                        |                        |      |      |      |      |                    |                    |                    |                    |                    |                    |          |          |                               |                               |                               |                               |                               |                               |  |  |      |      |      |      |      |      |  |  |  |  |  |  |  |  |  |  |  |  |  |  |  |  |  |  |  |  |  |  |
|                                |                                |                                |                                |                                |                                |  |  |                       |                       |                       |                       |                       |                       |  |  |                               |                               |                               |                               |                               |                               |  |  |                       |                       |                       |                       |                       |                       |  |  |                            |                            |                            |                            |                            |                            |  |  |                            |                            |                            |                            |                            |                            |  |  |                        |                        |                        |                        |                        |                        |      |      |      |      |                    |                    |                    |                    |                    |                    |          |          |                               |                               |                               |                               |                               |                               |  |  |      |      |      |      |      |      |  |  |  |  |  |  |  |  |  |  |  |  |  |  |  |  |  |  |  |  |  |  |
|                                |                                |                                |                                |                                |                                |  |  |                       |                       |                       |                       |                       |                       |  |  |                               |                               |                               |                               |                               |                               |  |  |                       |                       |                       |                       |                       |                       |  |  |                            |                            |                            |                            |                            |                            |  |  |                            |                            |                            |                            |                            |                            |  |  |                        |                        |                        |                        |                        |                        |      |      |      |      |                    |                    |                    |                    |                    |                    |          |          |                               |                               |                               |                               |                               |                               |  |  |      |      |      |      |      |      |  |  |  |  |  |  |  |  |  |  |  |  |  |  |  |  |  |  |  |  |  |  |
|                                |                                |                                |                                |                                |                                |  |  | هشام (مرگ ۵۹۸ میلادی) | هشام (مرگ ۵۹۸ میلادی) | هشام (مرگ ۵۹۸ میلادی) | هشام (مرگ ۵۹۸ میلادی) | هشام (مرگ ۵۹۸ میلادی) | هشام (مرگ ۵۹۸ میلادی) |  |  |                               |                               |                               |                               |                               |                               |  |  | ابو ربیعه             | ابو ربیعه             | ابو ربیعه             | ابو ربیعه             | ابو ربیعه             | ابو ربیعه             |  |  |                            |                            |                            |                            |                            |                            |  |  | ولید (مرگ ۶۲۲ میلادی)      | ولید (مرگ ۶۲۲ میلادی)      | ولید (مرگ ۶۲۲ میلادی)      | ولید (مرگ ۶۲۲ میلادی)      | ولید (مرگ ۶۲۲ میلادی)      | ولید (مرگ ۶۲۲ میلادی)      |  |  |                        |                        |                        |                        | فاکه                   | فاکه                   | فاکه | فاکه | فاکه | فاکه |                    |                    |                    |                    | ابو امیه           | ابو امیه           | ابو امیه | ابو امیه | ابو امیه                      | ابو امیه                      |                               |                               |                               |                               |  |  |      |      |      |      |      |      |  |  |  |  |  |  |  |  |  |  |  |  |  |  |  |  |  |  |  |  |  |  |
|                                |                                |                                |                                |                                |                                |  |  | هشام (مرگ ۵۹۸ میلادی) | هشام (مرگ ۵۹۸ میلادی) | هشام (مرگ ۵۹۸ میلادی) | هشام (مرگ ۵۹۸ میلادی) | هشام (مرگ ۵۹۸ میلادی) | هشام (مرگ ۵۹۸ میلادی) |  |  |                               |                               |                               |                               |                               |                               |  |  | ابو ربیعه             | ابو ربیعه             | ابو ربیعه             | ابو ربیعه             | ابو ربیعه             | ابو ربیعه             |  |  |                            |                            |                            |                            |                            |                            |  |  | ولید (مرگ ۶۲۲ میلادی)      | ولید (مرگ ۶۲۲ میلادی)      | ولید (مرگ ۶۲۲ میلادی)      | ولید (مرگ ۶۲۲ میلادی)      | ولید (مرگ ۶۲۲ میلادی)      | ولید (مرگ ۶۲۲ میلادی)      |  |  |                        |                        |                        |                        | فاکه                   | فاکه                   | فاکه | فاکه | فاکه | فاکه |                    |                    |                    |                    | ابو امیه           | ابو امیه           | ابو امیه | ابو امیه | ابو امیه                      | ابو امیه                      |                               |                               |                               |                               |  |  |      |      |      |      |      |      |  |  |  |  |  |  |  |  |  |  |  |  |  |  |  |  |  |  |  |  |  |  |
|                                |                                |                                |                                |                                |                                |  |  |                       |                       |                       |                       |                       |                       |  |  |                               |                               |                               |                               |                               |                               |  |  |                       |                       |                       |                       |                       |                       |  |  |                            |                            |                            |                            |                            |                            |  |  |                            |                            |                            |                            |                            |                            |  |  |                        |                        |                        |                        |                        |                        |      |      |      |      |                    |                    |                    |                    |                    |                    |          |          |                               |                               |                               |                               |                               |                               |  |  |      |      |      |      |      |      |  |  |  |  |  |  |  |  |  |  |  |  |  |  |  |  |  |  |  |  |  |  |
| عمرو (ابوجهل) (مرگ ۶۲۴ میلادی) | عمرو (ابوجهل) (مرگ ۶۲۴ میلادی) | عمرو (ابوجهل) (مرگ ۶۲۴ میلادی) | عمرو (ابوجهل) (مرگ ۶۲۴ میلادی) | عمرو (ابوجهل) (مرگ ۶۲۴ میلادی) | عمرو (ابوجهل) (مرگ ۶۲۴ میلادی) |  |  | حارث (مرگ ۶۳۹ میلادی) | حارث (مرگ ۶۳۹ میلادی) | حارث (مرگ ۶۳۹ میلادی) | حارث (مرگ ۶۳۹ میلادی) | حارث (مرگ ۶۳۹ میلادی) | حارث (مرگ ۶۳۹ میلادی) |  |  | حنتمه                         | حنتمه                         | حنتمه                         | حنتمه                         | حنتمه                         | حنتمه                         |  |  | عیاش (مرگ ۶۳۶ میلادی) | عیاش (مرگ ۶۳۶ میلادی) | عیاش (مرگ ۶۳۶ میلادی) | عیاش (مرگ ۶۳۶ میلادی) | عیاش (مرگ ۶۳۶ میلادی) | عیاش (مرگ ۶۳۶ میلادی) |  |  | ولید (وفات دهه ۶۲۰ میلادی) | ولید (وفات دهه ۶۲۰ میلادی) | ولید (وفات دهه ۶۲۰ میلادی) | ولید (وفات دهه ۶۲۰ میلادی) | ولید (وفات دهه ۶۲۰ میلادی) | ولید (وفات دهه ۶۲۰ میلادی) |  |  | خالد (وفات ۶۴۲ میلادی)     | خالد (وفات ۶۴۲ میلادی)     | خالد (وفات ۶۴۲ میلادی)     | خالد (وفات ۶۴۲ میلادی)     | خالد (وفات ۶۴۲ میلادی)     | خالد (وفات ۶۴۲ میلادی)     |  |  | هشام                   | هشام                   | هشام                   | هشام                   | هشام                   | هشام                   |      |      |      |      | مهاجر (ش. ۶۳۰–۶۳۳) | مهاجر (ش. ۶۳۰–۶۳۳) | مهاجر (ش. ۶۳۰–۶۳۳) | مهاجر (ش. ۶۳۰–۶۳۳) | مهاجر (ش. ۶۳۰–۶۳۳) | مهاجر (ش. ۶۳۰–۶۳۳) |          |          | ام سلمه (وفات دهه ۶۸۰ میلادی) | ام سلمه (وفات دهه ۶۸۰ میلادی) | ام سلمه (وفات دهه ۶۸۰ میلادی) | ام سلمه (وفات دهه ۶۸۰ میلادی) | ام سلمه (وفات دهه ۶۸۰ میلادی) | ام سلمه (وفات دهه ۶۸۰ میلادی) |  |  | محمد | محمد | محمد | محمد | محمد | محمد |  |  |  |  |  |  |  |  |  |  |  |  |  |  |  |  |  |  |  |  |  |  |
| عمرو (ابوجهل) (مرگ ۶۲۴ میلادی) | عمرو (ابوجهل) (مرگ ۶۲۴ میلادی) | عمرو (ابوجهل) (مرگ ۶۲۴ میلادی) | عمرو (ابوجهل) (مرگ ۶۲۴ میلادی) | عمرو (ابوجهل) (مرگ ۶۲۴ میلادی) | عمرو (ابوجهل) (مرگ ۶۲۴ میلادی) |  |  | حارث (مرگ ۶۳۹ میلادی) | حارث (مرگ ۶۳۹ میلادی) | حارث (مرگ ۶۳۹ میلادی) | حارث (مرگ ۶۳۹ میلادی) | حارث (مرگ ۶۳۹ میلادی) | حارث (مرگ ۶۳۹ میلادی) |  |  | حنتمه                         | حنتمه                         | حنتمه                         | حنتمه                         | حنتمه                         | حنتمه                         |  |  | عیاش (مرگ ۶۳۶ میلادی) | عیاش (مرگ ۶۳۶ میلادی) | عیاش (مرگ ۶۳۶ میلادی) | عیاش (مرگ ۶۳۶ میلادی) | عیاش (مرگ ۶۳۶ میلادی) | عیاش (مرگ ۶۳۶ میلادی) |  |  | ولید (وفات دهه ۶۲۰ میلادی) | ولید (وفات دهه ۶۲۰ میلادی) | ولید (وفات دهه ۶۲۰ میلادی) | ولید (وفات دهه ۶۲۰ میلادی) | ولید (وفات دهه ۶۲۰ میلادی) | ولید (وفات دهه ۶۲۰ میلادی) |  |  | خالد (وفات ۶۴۲ میلادی)     | خالد (وفات ۶۴۲ میلادی)     | خالد (وفات ۶۴۲ میلادی)     | خالد (وفات ۶۴۲ میلادی)     | خالد (وفات ۶۴۲ میلادی)     | خالد (وفات ۶۴۲ میلادی)     |  |  | هشام                   | هشام                   | هشام                   | هشام                   | هشام                   | هشام                   |      |      |      |      | مهاجر (ش. ۶۳۰–۶۳۳) | مهاجر (ش. ۶۳۰–۶۳۳) | مهاجر (ش. ۶۳۰–۶۳۳) | مهاجر (ش. ۶۳۰–۶۳۳) | مهاجر (ش. ۶۳۰–۶۳۳) | مهاجر (ش. ۶۳۰–۶۳۳) |          |          | ام سلمه (وفات دهه ۶۸۰ میلادی) | ام سلمه (وفات دهه ۶۸۰ میلادی) | ام سلمه (وفات دهه ۶۸۰ میلادی) | ام سلمه (وفات دهه ۶۸۰ میلادی) | ام سلمه (وفات دهه ۶۸۰ میلادی) | ام سلمه (وفات دهه ۶۸۰ میلادی) |  |  | محمد | محمد | محمد | محمد | محمد | محمد |  |  |  |  |  |  |  |  |  |  |  |  |  |  |  |  |  |  |  |  |  |  |
|                                |                                |                                |                                |                                |                                |  |  |                       |                       |                       |                       |                       |                       |  |  |                               |                               |                               |                               |                               |                               |  |  |                       |                       |                       |                       |                       |                       |  |  |                            |                            |                            |                            |                            |                            |  |  |                            |                            |                            |                            |                            |                            |  |  |                        |                        |                        |                        |                        |                        |      |      |      |      |                    |                    |                    |                    |                    |                    |          |          |                               |                               |                               |                               |                               |                               |  |  |      |      |      |      |      |      |  |  |  |  |  |  |  |  |  |  |  |  |  |  |  |  |  |  |  |  |  |  |
|                                |                                |                                |                                |                                |                                |  |  |                       |                       |                       |                       |                       |                       |  |  |                               |                               |                               |                               |                               |                               |  |  |                       |                       |                       |                       |                       |                       |  |  |                            |                            |                            |                            |                            |                            |  |  |                            |                            |                            |                            |                            |                            |  |  |                        |                        |                        |                        |                        |                        |      |      |      |      |                    |                    |                    |                    |                    |                    |          |          |                               |                               |                               |                               |                               |                               |  |  |      |      |      |      |      |      |  |  |  |  |  |  |  |  |  |  |  |  |  |  |  |  |  |  |  |  |  |  |
| عکرمه (وفات ۶۳۴ یا ۶۳۶ میلادی) | عکرمه (وفات ۶۳۴ یا ۶۳۶ میلادی) | عکرمه (وفات ۶۳۴ یا ۶۳۶ میلادی) | عکرمه (وفات ۶۳۴ یا ۶۳۶ میلادی) | عکرمه (وفات ۶۳۴ یا ۶۳۶ میلادی) | عکرمه (وفات ۶۳۴ یا ۶۳۶ میلادی) |  |  | عبدالرحمان            | عبدالرحمان            | عبدالرحمان            | عبدالرحمان            | عبدالرحمان            | عبدالرحمان            |  |  | عمر بن خطاب (وفات ۶۴۴ میلادی) | عمر بن خطاب (وفات ۶۴۴ میلادی) | عمر بن خطاب (وفات ۶۴۴ میلادی) | عمر بن خطاب (وفات ۶۴۴ میلادی) | عمر بن خطاب (وفات ۶۴۴ میلادی) | عمر بن خطاب (وفات ۶۴۴ میلادی) |  |  | عبدالله               | عبدالله               | عبدالله               | عبدالله               | عبدالله               | عبدالله               |  |  | اسماعیل                    | اسماعیل                    | اسماعیل                    | اسماعیل                    | اسماعیل                    | اسماعیل                    |  |  | عبدالرحمن (مرگ ۶۶۶ میلادی) | عبدالرحمن (مرگ ۶۶۶ میلادی) | عبدالرحمن (مرگ ۶۶۶ میلادی) | عبدالرحمن (مرگ ۶۶۶ میلادی) | عبدالرحمن (مرگ ۶۶۶ میلادی) | عبدالرحمن (مرگ ۶۶۶ میلادی) |  |  | مهاجر (مرگ ۶۵۷ میلادی) | مهاجر (مرگ ۶۵۷ میلادی) | مهاجر (مرگ ۶۵۷ میلادی) | مهاجر (مرگ ۶۵۷ میلادی) | مهاجر (مرگ ۶۵۷ میلادی) | مهاجر (مرگ ۶۵۷ میلادی) |      |      |      |      |                    |                    |                    |                    |                    |                    |          |          |                               |                               |                               |                               |                               |                               |  |  |      |      |      |      |      |      |  |  |  |  |  |  |  |  |  |  |  |  |  |  |  |  |  |  |  |  |  |  |
| عکرمه (وفات ۶۳۴ یا ۶۳۶ میلادی) | عکرمه (وفات ۶۳۴ یا ۶۳۶ میلادی) | عکرمه (وفات ۶۳۴ یا ۶۳۶ میلادی) | عکرمه (وفات ۶۳۴ یا ۶۳۶ میلادی) | عکرمه (وفات ۶۳۴ یا ۶۳۶ میلادی) | عکرمه (وفات ۶۳۴ یا ۶۳۶ میلادی) |  |  | عبدالرحمان            | عبدالرحمان            | عبدالرحمان            | عبدالرحمان            | عبدالرحمان            | عبدالرحمان            |  |  | عمر بن خطاب (وفات ۶۴۴ میلادی) | عمر بن خطاب (وفات ۶۴۴ میلادی) | عمر بن خطاب (وفات ۶۴۴ میلادی) | عمر بن خطاب (وفات ۶۴۴ میلادی) | عمر بن خطاب (وفات ۶۴۴ میلادی) | عمر بن خطاب (وفات ۶۴۴ میلادی) |  |  | عبدالله               | عبدالله               | عبدالله               | عبدالله               | عبدالله               | عبدالله               |  |  | اسماعیل                    | اسماعیل                    | اسماعیل                    | اسماعیل                    | اسماعیل                    | اسماعیل                    |  |  | عبدالرحمن (مرگ ۶۶۶ میلادی) | عبدالرحمن (مرگ ۶۶۶ میلادی) | عبدالرحمن (مرگ ۶۶۶ میلادی) | عبدالرحمن (مرگ ۶۶۶ میلادی) | عبدالرحمن (مرگ ۶۶۶ میلادی) | عبدالرحمن (مرگ ۶۶۶ میلادی) |  |  | مهاجر (مرگ ۶۵۷ میلادی) | مهاجر (مرگ ۶۵۷ میلادی) | مهاجر (مرگ ۶۵۷ میلادی) | مهاجر (مرگ ۶۵۷ میلادی) | مهاجر (مرگ ۶۵۷ میلادی) | مهاجر (مرگ ۶۵۷ میلادی) |      |      |      |      |                    |                    |                    |                    |                    |                    |          |          |                               |                               |                               |                               |                               |                               |  |  |      |      |      |      |      |      |  |  |  |  |  |  |  |  |  |  |  |  |  |  |  |  |  |  |  |  |  |  |
|                                |                                |                                |                                |                                |                                |  |  |                       |                       |                       |                       |                       |                       |  |  |                               |                               |                               |                               |                               |                               |  |  | سلمه                  | سلمه                  | سلمه                  | سلمه                  | سلمه                  | سلمه                  |  |  | هشام (ش. ۶۹۱–۷۰۶)          | هشام (ش. ۶۹۱–۷۰۶)          | هشام (ش. ۶۹۱–۷۰۶)          | هشام (ش. ۶۹۱–۷۰۶)          | هشام (ش. ۶۹۱–۷۰۶)          | هشام (ش. ۶۹۱–۷۰۶)          |  |  | خالد (ش. ۶۶۹)              | خالد (ش. ۶۶۹)              | خالد (ش. ۶۶۹)              | خالد (ش. ۶۶۹)              | خالد (ش. ۶۶۹)              | خالد (ش. ۶۶۹)              |  |  | خالد                   | خالد                   | خالد                   | خالد                   | خالد                   | خالد                   |      |      |      |      |                    |                    |                    |                    |                    |                    |          |          |                               |                               |                               |                               |                               |                               |  |  |      |      |      |      |      |      |  |  |  |  |  |  |  |  |  |  |  |  |  |  |  |  |  |  |  |  |  |  |
|                                |                                |                                |                                |                                |                                |  |  |                       |                       |                       |                       |                       |                       |  |  |                               |                               |                               |                               |                               |                               |  |  | سلمه                  | سلمه                  | سلمه                  | سلمه                  | سلمه                  | سلمه                  |  |  | هشام (ش. ۶۹۱–۷۰۶)          | هشام (ش. ۶۹۱–۷۰۶)          | هشام (ش. ۶۹۱–۷۰۶)          | هشام (ش. ۶۹۱–۷۰۶)          | هشام (ش. ۶۹۱–۷۰۶)          | هشام (ش. ۶۹۱–۷۰۶)          |  |  | خالد (ش. ۶۶۹)              | خالد (ش. ۶۶۹)              | خالد (ش. ۶۶۹)              | خالد (ش. ۶۶۹)              | خالد (ش. ۶۶۹)              | خالد (ش. ۶۶۹)              |  |  | خالد                   | خالد                   | خالد                   | خالد                   | خالد                   | خالد                   |      |      |      |      |                    |                    |                    |                    |                    |                    |          |          |                               |                               |                               |                               |                               |                               |  |  |      |      |      |      |      |      |  |  |  |  |  |  |  |  |  |  |  |  |  |  |  |  |  |  |  |  |  |  |
|                                |                                |                                |                                |                                |                                |  |  |                       |                       |                       |                       |                       |                       |  |  |                               |                               |                               |                               |                               |                               |  |  | ایوب                  |                       |                       |                       |                       |                       |  |  |                            |                            |                            |                            |                            |                            |  |  |                            |                            |                            |                            |                            |                            |  |  |                        |                        |                        |                        |                        |                        |      |      |      |      |                    |                    |                    |                    |                    |                    |          |          |                               |                               |                               |                               |                               |                               |  |  |      |      |      |      |      |      |  |  |  |  |  |  |  |  |  |  |  |  |  |  |  |  |  |  |  |  |  |  |

## دوران نظامی نخستین

### در برابر محمد

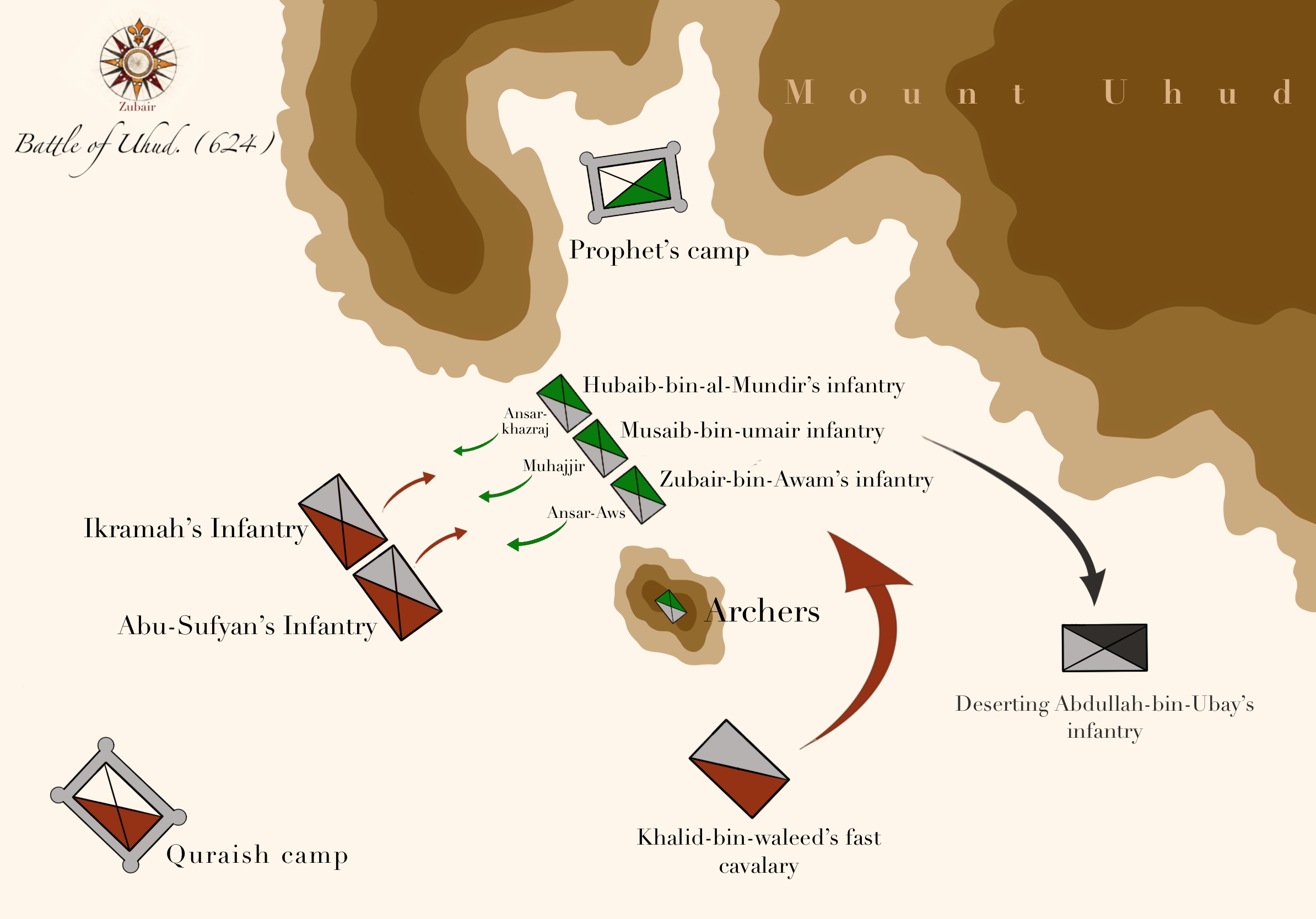
نقشه‌ای که جای‌گیری نیروها در غزوه احد را نشان می‌دهد، جایی که خالد و افرادش در سال ۶۲۵ میلادی نیروی مسلمانان به رهبری محمد پیامبر اسلام، را شکست دادند.

بنی‌مخزوم به شدت با محمد مخالف بودند و عمرو بن هشام (ابوجهل) رهبر برجسته این بنی‌مخزوم، پسر عموی خالد، تحریم بنی‌هاشم تیره محمد، را در حدود سال‌های ۶۱۶ تا ۶۱۸ میلادی سازماندهی کرد. پس از هجرت محمد از مکه به مدینه در سال ۶۲۲ میلادی، بنی‌مخزوم به رهبری ابوجهل فرماندهی جنگ علیه او را بر عهده داشتند تا اینکه در غزوه بدر در سال ۶۲۴ میلادی شکست خوردند. حدود بیست و پنج نفر از پسر عموهای خالد، از جمله ابوجهل، و بسیاری دیگر از خویشاوندان در آن درگیری کشته شدند.

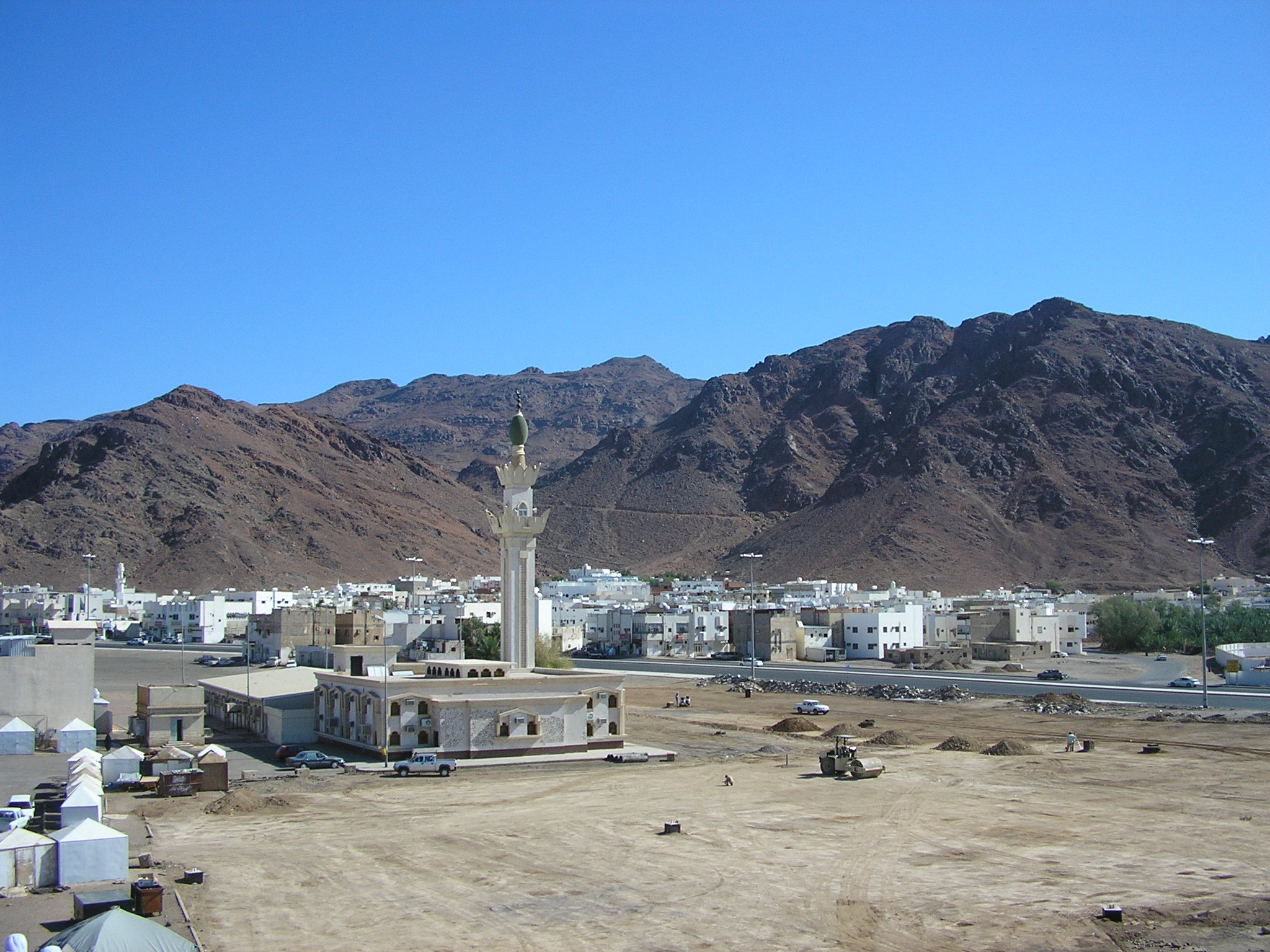
کوه احد جایی که غزوه احد در آن رخ داد.

سال بعد، خالد فرماندهی جناح راست سواره نظام ارتش مکه را که در غزوه احد در شمال مدینه با محمد روبرو شد، بر عهده داشت. به گفته مورخ دونالد هیل، خالد به جای حمله مستقیم به خطوط مسلمانان در دامنه کوه احد، «تاکتیک‌های صحیح» دور زدن کوه و دور زدن جناح مسلمانان را اتخاذ کرد. او از طریق دره وادی القنات در غرب احد پیشروی کرد تا اینکه توسط کمانداران مسلمان در جنوب دره در کوه روما متوقف شد. مسلمانان در این نبرد برتری اولیه را به دست آوردند، اما پس از اینکه بیشتر کمانداران مسلمان مواضع خود را رها کردند تا به حمله به اردوگاه مکه بپیوندند، خالد به سمت شکاف ایجاد شده در خطوط دفاعی عقب مسلمانان حمله کرد. در شکست بعدی، ده‌ها مسلمان کشته شدند. روایات نبرد، خالد را در حال اسب‌سواری در میدان و کشتن مسلمانان با نیزه خود توصیف می‌کنند. شعبان «نبوغ نظامی» خالد را عامل پیروزی قریش در احد می‌داند، تنها نبردی که در آن ارتش محمد را شکست داد.
در سال ۶۲۸ میلادی، محمد و پیروانش برای انجام حج عمره به مکه رفتند و قریش پس از شنیدن خبر عزیمت او، ۲۰۰ سواره نظام را برای جلوگیری از حرکتش اعزام کرد. خالد در رأس سواره نظام بود و محمد با در پیش گرفتن یک مسیر جایگزین غیرمتعارف و دشوار، از رویارویی با او اجتناب کرد و در نهایت به حدیبیه در حاشیه مکه رسید. خالد پس از متوجه شدن تغییر مسیر محمد، به مکه عقب‌نشینی کرد. در ماه مارس، آتش‌بس بین مسلمانان و قریش در پیمان صلح حدیبیه منعقد شد.

### گرویدن به اسلام و خدمت در زمان محمد
خالد در سال ۶ هجری (ح. ۶۲۷) یا ۸ هجری (ح. ۶۲۹) در حضور محمد در کنار دو قریشی عمرو بن عاص و عثمان بن طلحه اسلام آورد؛ مورخ مدرن مایکل لکر اظهار می‌دارد که روایت‌هایی که حاکی از گرویدن خالد، عمرو و عثمان در سال ۸ هجری است، «شاید قابل اعتمادتر» باشند. مورخ اکرم ضیاء عمری معتقد است که خالد، عمرو و عثمان پس از صلح حدیبیه، پس از آنکه قریش از درخواست استرداد مسلمانان تازه مسلمان شده به مکه صرف نظر کردند، اسلام آوردند و به مدینه نقل مکان کردند. به گفته مورخ هیو کندی، خالد پس از گرویدن به اسلام، «تمام استعدادهای نظامی قابل توجه خود را وقف حمایت از دولت جدید مسلمان کرد».
خالد در لشکرکشی به موته در اردن امروزی که به دستور محمد در سپتامبر ۶۲۹ میلادی انجام شد، شرکت داشت. هدف از این حمله ممکن است به دست آوردن غنیمت پس از عقب‌نشینی ارتش شاهنشاهی ساسانی از سوریه پس از شکست از امپراتوری بیزانس در ماه ژوئیه بوده باشد. این گروه مسلمان توسط نیرویی بیزانسی متشکل از قبایل عرب به رهبری تئودور، فرمانده بیزانسی، شکست خورد و چندین فرمانده عالی‌رتبه مسلمان کشته شدند. خالد پس از مرگ فرماندهان منصوب، فرماندهی ارتش را به دست گرفت و با دشواری قابل توجهی، بر عقب‌نشینی امن مسلمانان نظارت داشت. محمد با اعطای عنوان افتخاری «سیف‌الله (ت.ت. 'شمشیر خدا')» یا «سیف‌الله المسلول (ت.ت. 'شمشیر برکشیده خدا')» به خالد پاداش داد.
خالد در دسامبر ۶۲۹ میلادی یا ژانویه ۶۳۰ میلادی، در فتح مکه توسط محمد شرکت داشت، که پس از آن بیشتر قریش به اسلام گرویدند. در آن نبرد، خالد رهبری یک گروه کوچی به نام مهاجران عرب (مهاجران بادیه‌نشین) را بر عهده داشت. او یکی از دو حمله اصلی به داخل شهر را رهبری کرد و در نبرد بعدی با قریش، سه نفر از افرادش کشته شدند در حالی که دوازده قریشی نیز به هلاکت رسیدند. به گفته ابن اسحاق، زندگینامه‌نویس سده هشتم، خالد فرماندهی بادیه‌نشینان بنی‌سُلیم را در صف مقدم مسلمانان در نبرد حنین در اواخر همان سال بر عهده داشت. در آن رویارویی، مسلمانان که با هجوم تازه مسلمانان قریش تقویت شده بودند، ثقیف رقبای سنتی قریش که در طائف مستقر بودند و متحدان عشایری هوازن آنها را شکست دادند. سپس خالد مأمور شد تا بت عزی، یکی از الهه‌های مورد پرستش در دین عرب پیش از اسلام، را در منطقه نخله بین مکه و طائف نابود کند.

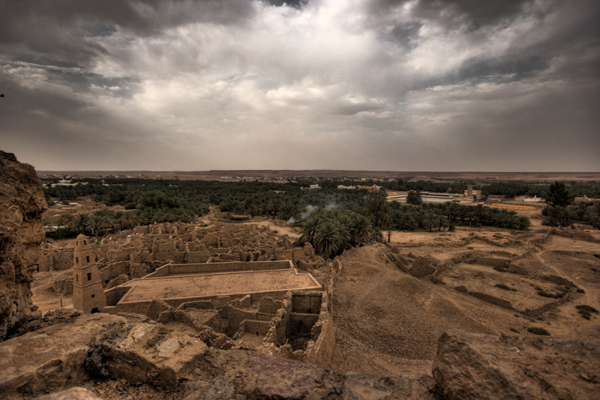
شهر دومه جندل. خالد در سال ۶۳۰ میلادی میلادی لشکرکشی علیه این شهر را رهبری کرد و ممکن است در سال ۶۳۳ یا ۶۳۴ نیز لشکرکشی دیگری را رهبری کرده باشد، اگرچه مورخان مدرن در مورد لشکرکشی اخیر یا نقش خالد در آن تردید دارند.

خالد پس از آن برای دعوت بنی‌جذیمه به اسلام به یلملم، حدود ۸۰ کیلومتری جنوب مکه، اعزام شد، اما منابع سنتی اسلامی معتقدند که او به‌طور غیرقانونی به این قبیله حمله کرده است. در روایت ابن اسحاق، خالد قبیله جذیمه را متقاعد کرده بود که خلع سلاح شوند و اسلام را بپذیرند، و در ادامه تعدادی از قبیله را به انتقام قتل عمویش فقیه بن المغیره توسط جذیمه که به قبل از گرویدن خالد به اسلام برمی‌گشت، اعدام کرد. در روایت ابن حجر عسقلانی، خالد به دلیل ناآشنایی با لهجه جذیمه، پذیرش ایمان توسط قبیله را به عنوان رد یا تحقیر اسلام اشتباه گرفت و در نتیجه به آنها حمله کرد. در هر دو روایت، محمد خود را از عمل خالد مبری دانست اما او را تبرئه یا مجازات نکرد. با وجود این جنجال، اعتماد محمد به خالد همچنان ادامه داشت. اندکی پس از آن، او خالد را برای تحقیق در مورد بنی‌مصطلق، قبیله‌ای مرتبط با بنی‌جذیمه، به دنبال گزارش‌هایی مبنی بر ارتداد ادعایی آنها، فرستاد. خالد با احتیاط به این وظیفه نزدیک شد، پایبندی بنی‌مصطلق به اسلام را تأیید کرد و گزارش دقیقی به محمد ارائه داد. این ماجرا نشان می‌دهد که تردیدهای اولیه خالد در مورد تعهد مذهبی بنی‌جذیمه، علیرغم وابستگی قبیله‌ای متمایز آنها، کاملاً بی‌اساس نبود، زیرا سوءظن‌ها در مورد قبایل مرتبط ماه‌ها بعد دوباره ظاهر شد و هیئت‌های متعددی را بر آن داشت تا وضعیت آنها را بررسی کنند. به گفته مورخ ویلیام مونتگومری وات:
روایت سنتی در مورد حادثه جذیمه «به سختی چیزی بیش از یک تحقیر ضمنی از خالد است و واقعیت تاریخی محکمی ارائه نمی‌دهد.»— ویلیام مونتگومری وات، 
محمد در سال ۶۳۰ میلادی هنگامی که در تبوک بود، خالد را برای تصرف شهر دومه جندل فرستاد. خالد شهر را تسلیم کرد و مجازات سنگینی را بر ساکنان شهر تحمیل کرد. خالد به یکی از روسای آن، اکیدر بن عبدالملک ساکنی، از قبیله کندی، دستور داد تا پیمان کاپیتولاسیون را با محمد در مدینه امضا کند. محمد در ژوئن ۶۳۱ میلادی، خالد را در رأس ۴۸۰ نفر فرستاد تا قبیله بنی‌حارث نجران را که ترکیبی از مسیحیان و مشرکان بودند، به پذیرش اسلام دعوت کند. این قبیله به اسلام گرویدند و خالد قبل از بازگشت به مدینه نزد محمد به همراه هیئتی از بنی‌حارث، قرآن و قوانین اسلامی را به آنها آموزش داد.

## فرماندهی جنگ‌های ارتداد

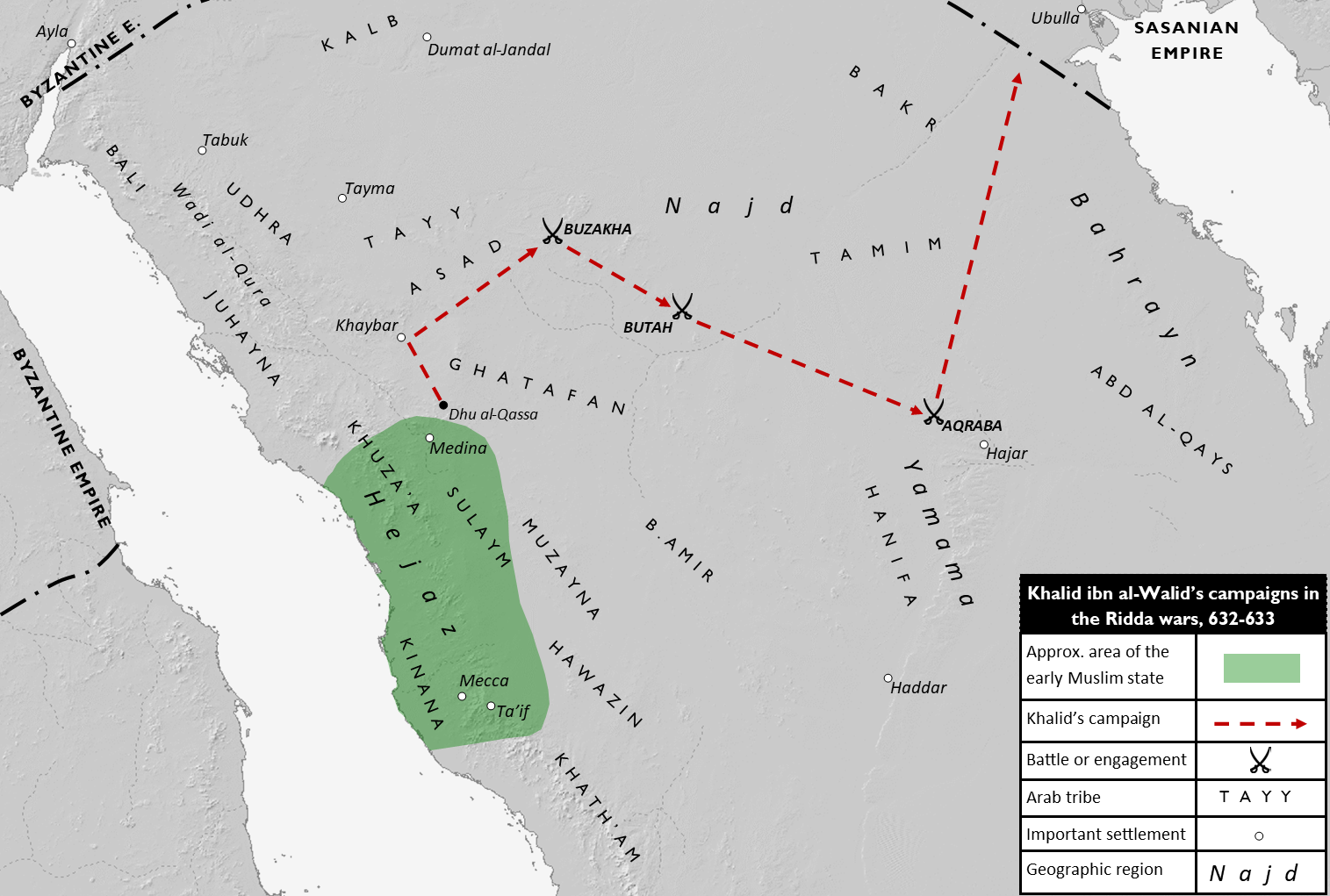
نقشه لشکرکشی‌های خالد علیه قبایل عرب نجد و یمامه، هر دو در مرکز عربستان، در طول جنگ‌های ارتداد. مسیر حرکت لشکرکشی او با فلش‌های قرمز و خط‌چین نشان داده شده است. قلمرو دولت اولیه مسلمانان، شامل مکه، مدینه و طائف و اطراف آنها، با رنگ سبز مشخص شده است.

ابوبکر یکی از یاران نخستین نزدیک محمد پس از مرگ وی در ژوئن ۶۳۲ میلادی خلیفه رهبر جامعه مسلمانان شد. مسئله جانشینی باعث اختلاف نظر در میان مسلمانان شده بود. «انصار (ت.ت. 'یاران')»، بومیان مدینه که پس از مهاجرت محمد از مکه، میزبان او بودند، تلاش کردند رهبر خود را انتخاب کنند. «مهاجرین (ت.ت. 'هجرت کنندگان')»، که عمدتاً بومیان قریشی مکه بودند و با محمد به مدینه مهاجرت کردند، اختلاف نظر داشتند. یک گروه طرفدار علی بن ابی‌طالب صحابی و پسر عموی محمد بودند، در حالی که گروه دیگری، با حمایت در میان اشراف قریش، از ابوبکر حمایت کردند. ابوبکر، با مداخله کلیدی مهاجران برجسته ازجمله عمر بن خطاب و ابوعبیدة بن الجراح بر انصار غلبه کرد و به خلافت رسید. خالد از حامیان سرسخت جانشینی ابوبکر بود. گزارشی که در اثری از محقق سده سیزدهم، ابن ابی الحدید، حفظ شده است، ادعا می‌کند که خالد از طرفداران ابوبکر بود، با نامزدی علی مخالفت کرد و اعلام کرد:
ابوبکر «مردی نیست که نیاز به تحقیق در مورد او باشد و نیازی به بررسی شخصیت او نیست.»— خالد بن ولید، 
بیشتر قبایل عربستان، به جز قبایل ساکن در اطراف مکه، مدینه و طائف، پس از مرگ محمد، وفاداری خود را به دولت نوپای اسلامی قطع کردند یا هرگز روابط رسمی با مدینه برقرار نکردند. تاریخ‌نگاری اسلامی، تلاش‌های ابوبکر برای ایجاد یا برقراری مجدد حکومت اسلامی بر قبایل را به عنوان جنگ‌های ارتداد (جنگ علیه «مرتدان») توصیف می‌کند. دیدگاه‌های مورخان مدرن در مورد این جنگ‌ها به‌طور قابل توجهی متفاوت است. وات با توصیف اسلامی مخالفت قبیله‌ای به عنوان ماهیتی ضداسلامی موافق است، در حالی که یولیوس ولهاوزن و کارل هاینریش بکر معتقدند که قبایل با تعهدات مالیاتی به مدینه مخالف بودند، نه با اسلام به عنوان یک دین. از نظر لئون کائتانی و برنارد لوئیس، قبایل مخالف که با مدینه ارتباط برقرار کرده بودند، تعهدات مذهبی و مالی خود را به عنوان یک قرارداد شخصی با محمد می‌دانستند. تلاش‌های آنها برای مذاکره در مورد شرایط مختلف پس از مرگ او توسط ابوبکر رد شد و او به راه اندازی لشکرکشی علیه آنها ادامه داد.
از شش منطقه اصلی درگیری در عربستان در طول جنگ‌های ارتداد، دو مورد در نجد (فلات مرکزی عربستان) متمرکز بودند: شورش قبایل بنی‌اسد، بنی‌طی و غطفان به رهبری طلیحه و شورش قبیله بنی‌تمیم به رهبری سجاح؛ هر دو رهبر ادعای پیامبری کردند. پس از آنکه ابوبکر تهدید غطفان به مدینه را در نبرد ذوقیس خنثی کرد، خالد را علیه قبایل شورشی در نجد فرستاد. خالد سومین نامزد ابوبکر برای رهبری این لشکرکشی بود، پس از آنکه دو انتخاب اول او، زید بن خطاب و ابوحذیفة بن عتبه، از این مأموریت امتناع کردند. نیروهای او از مهاجران و انصار بودند. در طول این لشکرکشی، خالد استقلال عملیاتی قابل توجهی از خود نشان داد و به‌طور جدی از دستورالعمل‌های خلیفه پیروی نمی‌کرد. به گفته شعبان، «او به سادگی هر کسی را که قرار بود شکست بخورد، شکست داد.»

### نبرد بزاخه
تمرکز اولیه خالد سرکوب پیروان طلیحه بود. خالد در اواخر سال ۶۳۲ میلادی، در نبرد بُزاخه با نیروهای طلیحه روبرو شد، نبردی که در چاهی به همین نام در قلمرو بنی اسد، جایی که قبایل در آن اردو زده بودند، رخ داد. قبیله بنی‌طی پیش از رسیدن نیروهای خالد به بُزاخه، به مسلمانان پیوستند که این امر نتیجه میانجیگری بین دو طرف توسط عدی بن حاتم رئیس قبیله بنی‌طی، بود. عدی بن حاتم از سوی مدینه به عنوان مأمور جمع‌آوری مالیات قبیله خود و رقیب سنتی خود بنی‌اسد منصوب شده بود.
خالد در نبرد بزاخه، نیروهای اسد–غطفان را شکست داد. هنگامی که طلیحه در آستانه شکست قرار گرفت، بخش فزاره غطفان به رهبری رئیسشان عیینه بن حصن، میدان را ترک کردند و طلیحه را مجبور به فرار به سوریه کردند. قبیله او، بنی‌اسد هم متعاقباً تسلیم خالد شد و پس از او، بنی عامر که تا آن زمان بی‌طرف بود، تسلیم شد و قبل از اعلام وفاداری به هر یک از طرفین، منتظر نتایج درگیری ماند. عیینه اسیر و به مدینه آورده شد. در نتیجه پیروزی در بُزاخه، مسلمانان بر بیشتر نجد تسلط یافتند.

### نابودی مسیلمه و فتح یمامه

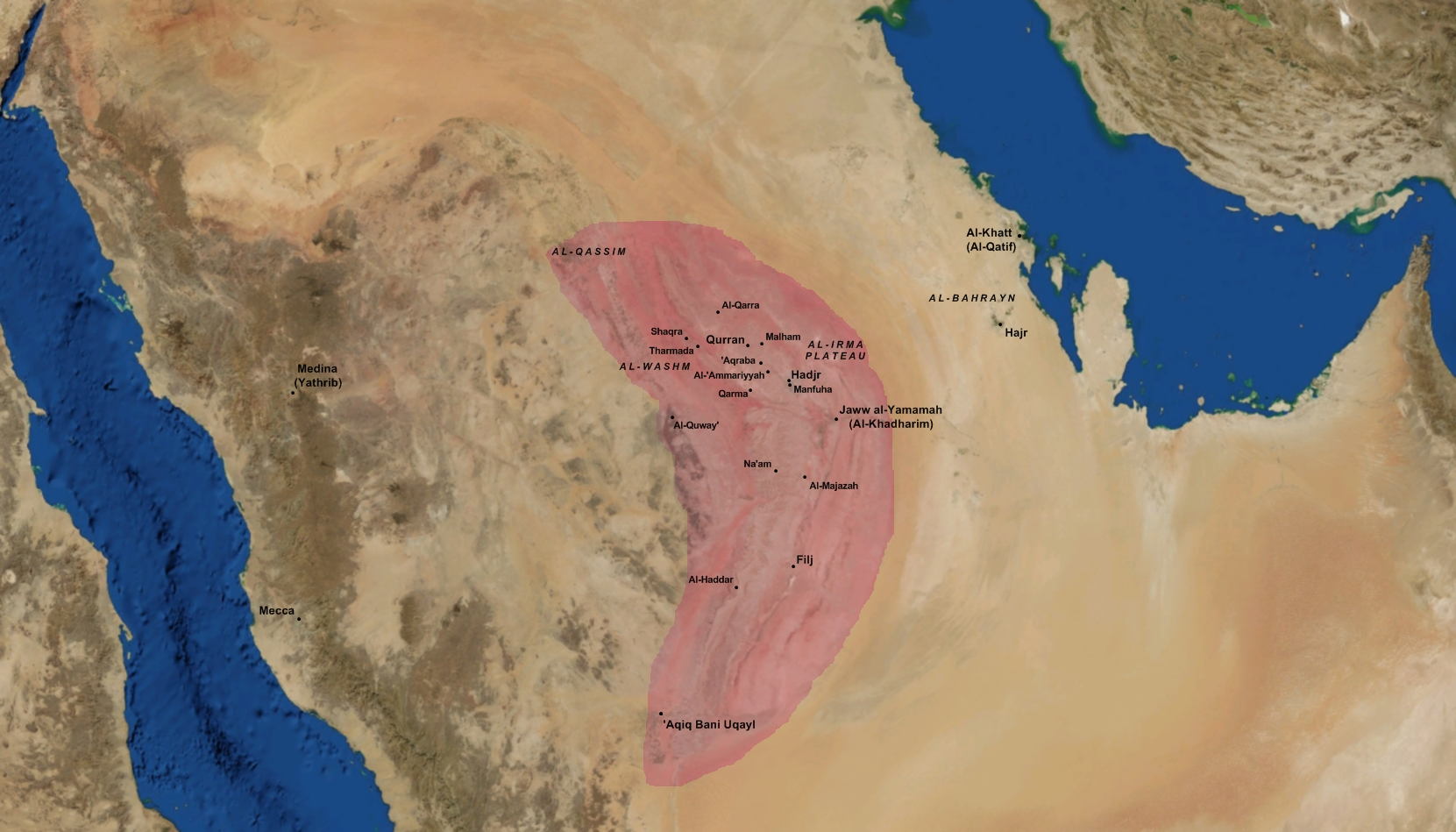
نقشه منطقه یمامه، با رنگ قرمز سایه زده شده است. این منطقه توسط خالد از قبیله بنی حنیفه به رهبری مسیلمه فتح شد.

سجاح پس از یک سری شکست‌ها در درگیری‌اش با گروه‌های بنی‌تمیم به قوی‌ترین دشمن مسلمانان پیوست: مسیلمه، رهبر قبیلهٔ بی‌خانمان بنی‌حنیفه در یمامه، مناطق کشاورزی مرزی شرقی نجد. مسیلمه پیش از مهاجرت محمد از مکه ادعای نبوت کرده بود و درخواست‌های او از محمد برای پذیرش متقابل وحی الهی‌اش توسط محمد رد شده بود. پس از مرگ محمد، حمایت از مسیلمه در یمامه افزایش یافت، که ارزش استراتژیک آن نه تنها به دلیل فراوانی مزارع گندم و نخل‌های خرما، بلکه به دلیل موقعیت مکانی‌اش که مدینه را به سرزمین بحرین و عمان در شرق عربستان متصل می‌کرد، نیز بود. ابوبکر، شرحبیل بن حسنه و عکرمة بن ابی‌جهل پسرعموی خالد، را با ارتشی برای تقویت ثمامه بن اثا فرماندار مسلمان در یمامه، خویشاوند قبیله‌ای مسیلمه، اعزام کرده بود. به گفته مورخ مدرن، میر یعقوب کیستر، احتمالاً تهدید این ارتش بود که مسیلمه را مجبور به اتحاد با سجاح کرد. عکرمه توسط نیروهای مسیلمه دفع شد و پس از آن ابوبکر به او دستور داد تا شورش‌ها را در عمان و مهرا (مرکز جنوب عربستان) سرکوب کند، در حالی که شرحبیل قرار بود در یمامه به انتظار ارتش بزرگ خالد بماند.
خالد پس از پیروزی‌هایش در برابر بادیه‌نشینان نجد، با هشدارهایی در مورد قدرت نظامی حنیفه و دستورات ابوبکر مبنی بر برخورد شدید با این قبیله در صورت پیروزی، به سمت یمامه حرکت کرد. مورخ قرن دوازدهم، ابن حبیش الاسدی، معتقد است که لشکرهای خالد و مسیلمه به ترتیب ۴٫۵۰۰ و ۴٫۰۰۰ نفر بودند. کیستر ارقام بسیار بزرگتر ذکر شده توسط اکثر منابع اولیه مسلمان را اغراق‌آمیز می‌داند. سه حمله اول خالد به مسیلمه در دشت عقربا با شکست مواجه شد. قدرت جنگجویان مسیلمه، برتری شمشیرهای آنها و بی‌ثباتی نیروهای بادیه‌نشین در صفوف خالد، همگی دلایلی بودند که مسلمانان برای شکست‌های اولیه خود ذکر کردند. خالد به توصیه ثابت بن قیس انصاری مبنی بر کنار گذاشتن بادیه‌نشینان از نبرد بعدی توجه کرد.
مهاجران در چهارمین حمله به حنیفه به رهبری خالد و انصار به رهبری ثابت، یکی از فرماندهان مسیلمه را کشتند که متعاقباً مسیلمه با بخشی از ارتش خود فرار کرد. مسلمانان، حنیفه را تا باغ بزرگی که مسیلمه از آن برای آخرین مقاومت در برابر مسلمانان استفاده کرد، تعقیب کردند. مسلمانان به این باغ حمله کردند، مسیلمه کشته شد و بیشتر حنیفی‌ها کشته یا زخمی شدند. این باغ به دلیل تلفات بالای هر دو طرف، به «باغ مرگ» معروف شد.

### پایان جنگ‌های ارتداد
منابع سنتی، سرکوب نهایی قبایل عرب در جنگ‌های ارتداد را پیش از مارس ۶۳۳ میلادی می‌دانند، اگرچه کایتانی اصرار دارد که این لشکرکشی‌ها باید تا سال ۶۳۴ میلادی ادامه یافته باشد. قبایل بحرین ممکن است تا میانه سال ۶۳۴ میلادی در برابر مسلمانان مقاومت کرده باشند. تعدادی از منابع اولیه اسلامی، نقشی را برای خالد در جبهه بحرین پس از پیروزی او بر حنیفه قائل هستند. شوفانی این را بعید می‌داند، در حالی که این احتمال را می‌پذیرد که خالد پیش از آن، دسته‌هایی از ارتش خود را برای تقویت علاء بن الحضرمی فرمانده اصلی مسلمانان در بحرین، اعزام کرده باشد.
تلاش‌های جنگی مسلمانان، که خالد در آن نقش حیاتی داشت، تسلط مدینه بر قبایل قوی عربستان را که به دنبال تضعیف اقتدار اسلامی در شبه جزیره بودند، تضمین کرد و اعتبار دولت نوپای اسلامی را بازگرداند. به گفته لکر، خالد و دیگر سرداران قریش «(در طول جنگ‌های ارتداد) در بسیج ارتش‌های بزرگ چند قبیله‌ای در مسافت‌های طولانی تجربه گرانبهایی کسب کردند» و «از آشنایی نزدیک قریش (به همین شکل) با سیاست‌های قبیله‌ای در سراسر عربستان بهره‌مند شدند».

## لشکرکشی به عراق

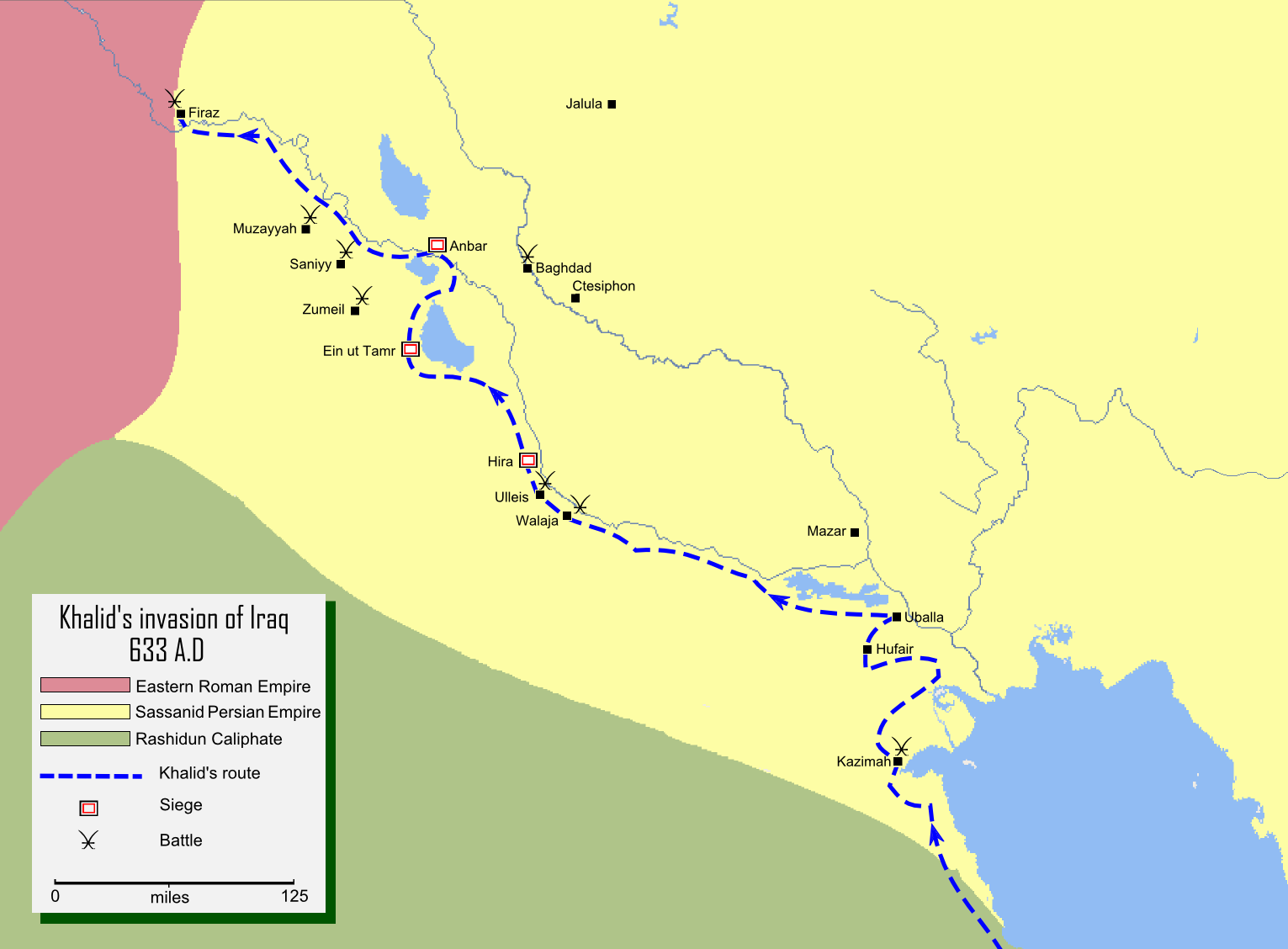
نقشه‌ای که جزئیات لشکرکشی‌های خالد در عراق ساسانی (میانرودان) را بر اساس طرح کلی روایات اسلامی نشان می‌دهد.

خالد با آرام شدن یمامه، به سمت شمال و به سمت قلمرو ساسانیان در عراق (میانرودان) پیشروی کرد. او ارتش خود را سازماندهی مجدد کرد، احتمالاً به این دلیل که بخش عمده‌ای از مهاجران ممکن است به مدینه عقب‌نشینی کرده باشند. به گفته خلیل اثمینه، بقایای ارتش خالد شامل اعراب کوچ‌نشین از اطراف مدینه بود که رؤسای آنها برای جایگزینی پست‌های فرماندهی خالی که توسط صحابه باقی مانده بود، منصوب شده بودند. فرد دانر، معتقد است که مهاجران و انصار هنوز هسته اصلی ارتش او را تشکیل می‌دادند، به همراه بخش بزرگی از اعراب کوچ‌نشین، احتمالاً از قبایل مزینه، طی، تمیم، اسد و غطفان. فرماندهان گروه‌های قبیله‌ای منصوب شده توسط خالد، عدی بن حاتم از قبیله طی و عاصم بن عمرو از قبیله تمیم بودند. او در اواخر بهار یا اوایل تابستان سال ۶۳۳ میلادی میلادی با حدود ۱٫۰۰۰ جنگجو به مرز جنوبی عراق رسید.
تمرکز حمله خالد، کرانه‌های غربی رود فرات و اعراب کوچ‌نشین ساکن در آنجا بود. جزئیات مسیر این لشکرکشی در منابع اولیه مسلمانان متناقض است، اگرچه دانر ادعا می‌کند که «مسیر کلی پیشرفت خالد در بخش اول لشکرکشی‌اش در عراق را می‌توان به وضوح ردیابی کرد.» تاریخ‌های قرن نهم احمد بلاذری و خلیفة بن خیاط، اولین نبرد بزرگ خالد در عراق را پیروزی او بر پادگان ساسانی در ابله (آپولوگوس باستانی، نزدیک بصره امروزی) و روستای خریبه در نزدیکی آن می‌دانند، اگرچه محمد طبری انتساب این پیروزی به خالد را اشتباه می‌داند و ابله را بعداً توسط عتبة بن غزوان فتح کرده است. دانر می‌پذیرد که فتح شهر توسط عتبه «کمی دیرتر از سال ۶۳۴» سناریوی محتمل‌تر است، اگرچه مورخ خالد یحیی بلانکنشپ استدلال می‌کند که «خالد حداقل ممکن است حمله‌ای به آنجا انجام داده باشد».

## کتابشناسی
- Al-Aqqad, Abbas Mahmoud (2011). Genius of Khalid. Dār Nahḍ̣at Miṣr lil-Nashr. ISBN 978-9771425588.
- Ansary, Tamim (2009). Destiny Disrupted: A History of the World Through Islamic Eyes. PublicAffairs. ISBN 978-1-58648-606-8.
- Athamina, Khalil (1994). "The Appointment and Dismissal of Khālid b. al-Walīd from the Supreme Command: A Study of the Political Strategy of the Early Muslim Caliphs in Syria". Arabica. 41 (2): 253–272. doi:10.1163/157005894X00191. JSTOR 4057449.
- Blackburn, Richard (2005). Journey to the Sublime Porte: The Arabic Memoir of a Sharifian Agent's Diplomatic Mission to the Ottoman Imperial Court in the Era of Suleyman the Magnificent; the Relevant Text from Quṭb al-Dīn al-Nahrawālī's al-Fawā'id al-sanīyah fī al-riḥlah al-Madanīyah wa al-Rūmīyah. Beirut: Orient-Institut. ISBN 3-89913-441-9.
- Yarshater, Ehsan, ed. (1985–2007). [[تاریخ طبری]] (40 vols). SUNY Series in Near Eastern Studies. Albany, New York: State University of New York Press. ISBN 978-0-7914-7249-1. {{cite book}}: URL–wikilink conflict (help)
- Bosworth, C. E. (1960–2005). "Buzākha". The Encyclopaedia of Islam, New Edition (12 vols.). Leiden: E. J. Brill. p. 1358.
- Crone, P. (1960–2005). "Khālid b. al-Walīd". The Encyclopaedia of Islam, New Edition (12 vols.). Leiden: E. J. Brill. pp. ۹۲۸–۹۲۹.
- De Slane, Mac Guckin (1842). Ibn Khallikan's Biographical Dictionary, Volume 1. Paris: Oriental Translation Fund of Great Britain and Ireland. OCLC 833614603.
- Della Vida, G. Levi (1960–2005). "Khathʿam". The Encyclopaedia of Islam, New Edition (12 vols.). Leiden: E. J. Brill. pp. ۱۱۰۵–۱۱۰۶.
- Donner, Fred M. (1981). The Early Islamic Conquests. Princeton: Princeton University Press. ISBN 0-691-05327-8.
- Elad, Amikam (2016). The Rebellion of Muḥammad al-Nafs al-Zakiyya in 145/762: Ṭālibīs and Early ʿAbbāsīs in Conflict. Leiden: Brill. ISBN 978-90-04-22989-1.
- Elisséeff, Nikita (1960–2005). "Dimashk". The Encyclopaedia of Islam, New Edition (12 vols.). Leiden: E. J. Brill. pp. ۲۷۷–۲۹۱.
- Elisséeff, Nikita (1960–2005). "Kinnasrīn". The Encyclopaedia of Islam, New Edition (12 vols.). Leiden: E. J. Brill. pp. ۱۲۴–۱۲۵.
- Yarshater, Ehsan, ed. (1985–2007). [[تاریخ طبری]] (40 vols). SUNY Series in Near Eastern Studies. Albany, New York: State University of New York Press. ISBN 978-0-7914-7249-1. {{cite book}}: URL–wikilink conflict (help)
- Gil, Moshe (1997) [1992]. A History of Palestine, 634–1099. Translated by Ethel Broido (Revised ed.). Cambridge and New York: Cambridge University Press. ISBN 0-521-40437-1.
- Hill, D. R. (1975). "The Role of the Camel and the Horse in the Early Arab Conquests".  In Parry, V. J.; Yapp, M. E. (eds.). War, Technology and Society in the Middle East. London: Oxford University Press, School of Oriental and African Studies. pp. 32–43. ISBN 0-19-713581-1.
- Hillenbrand, Carole (1999). The Crusades: Islamic Perspectives. Chicago: Fitzroy Dearborn Publishers. ISBN 1-57958-210-9.
- Hinds, M. (1960–2005). "Makhzūm". The Encyclopaedia of Islam, New Edition (12 vols.). Leiden: E. J. Brill. pp. ۱۳۷–۱۴۰.
- Yarshater, Ehsan, ed. (1985–2007). [[تاریخ طبری]] (40 vols). SUNY Series in Near Eastern Studies. Albany, New York: State University of New York Press. ISBN 978-0-7914-7249-1. {{cite book}}: URL–wikilink conflict (help)
- Jandora, John W. (1985). "The Battle of the Yarmūk: A Reconstruction". Journal of Asian History. 19 (1): 8–21. JSTOR 41930557.
- Jankowiak, Marek (2013). "The First Arab Siege of Constantinople".  In Zuckerman, Constantin (ed.). Travaux et mémoires, Vol. 17: Constructing the Seventh Century. Paris: Association des Amis du Centre d'Histoire et Civilisation de Byzance. pp. 237–320. ISBN 978-2-916716-45-9.
- Yarshater, Ehsan, ed. (1985–2007). [[تاریخ طبری]] (40 vols). SUNY Series in Near Eastern Studies. Albany, New York: State University of New York Press. ISBN 978-0-7914-7249-1. {{cite book}}: URL–wikilink conflict (help)
- Kaegi, Walter E. (1995). Byzantium and the Early Islamic Conquests. Cambridge: Cambridge University Press. ISBN 0-521-41172-6.
- Kaegi, Walter E. (1960–2005). "Yarmūk". The Encyclopaedia of Islam, New Edition (12 vols.). Leiden: E. J. Brill. pp. ۲۸۹–۲۹۲.
- Kennedy, Hugh (2004). The Prophet and the Age of the Caliphates: The Islamic Near East from the 6th to the 11th Century (Second ed.). Harlow: Longman. ISBN 978-0-582-40525-7.
- Kennedy, Hugh (2007). The Great Arab Conquests: How the Spread of Islam Changed the World We Live In. Philadelphia: Da Capo Press. ISBN 978-0-306-81585-0.
- Kister, M. J. (2002). "The Struggle against Musaylima and the Conquest of Yamama". Jerusalem Studies in Arabic and Islam. 27: 1–56.
- Lammens, Henri (1993) [1927]. "Makhzūm".  In Houtsma, M. Th.; Wensinck, A. J.; Levi-Provençal, E.; Gibb, H. A. R.; Heffening, W. (eds.). E.J. Brill's First Encyclopaedia of Islam, 1913–1936, Volume 5 L–Moriscos (Reprint ed.). Leiden, New York and Koln: E. J. Brill. pp. 171–172. ISBN 90-04-09791-0.
- Landau-Tasseron, Ella (1960–2005). "Mālik b. Nuwayra". The Encyclopaedia of Islam, New Edition (12 vols.). Leiden: E. J. Brill. pp. ۲۶۷–۲۶۹.
- Yarshater, Ehsan, ed. (1985–2007). [[تاریخ طبری]] (40 vols). SUNY Series in Near Eastern Studies. Albany, New York: State University of New York Press. ISBN 978-0-7914-7249-1. {{cite book}}: URL–wikilink conflict (help)
- Lecker, Michael (1989). "The Estates of 'Amr b. al-'Āṣ in Palestine: Notes on a New Negev Arabic Inscription". Bulletin of the School of Oriental and African Studies, University of London. 52 (1): 24–37. doi:10.1017/S0041977X00023041. JSTOR 617911. S2CID 163092638.
- Lecker, Michael (1960–2005). "Al-Ridda". The Encyclopaedia of Islam, New Edition (12 vols.). Leiden: E. J. Brill. pp. ۶۹۲–۶۹۵.
- Lecker, Michael (2019). "The Houses of Khālid ibn al-Walīd and ʿAmr ibn al-ʿĀs Near the Prophet's Mosque".  In Peleg-Barkat, Orit; Ashkenazi, Jacob; Leibner, Uzi; Aviam, Mordechai; Talgam, Rina (eds.). Between Sea and Desert: On Kings, Nomads, Cities and Monks: Essays in Honor of Joseph Patrich. Jerusalem: Ostracon. pp. 67–73. ISBN 978-965-92534-2-5.
- Lynch, Ryan J. (2013). "Linking Information, Creating a Legend: The Desert March of Khālid b. al-Walīd". Lights: The MESSA Journal of the University of Chicago. 2 (2): 28–41.
- Madelung, Wilferd (1997). The Succession to Muhammad: A Study of the Early Caliphate. Cambridge: Cambridge University Press. ISBN 0-521-56181-7.
- Muir, William (2008).  Weir, Thomas Hunter (ed.). “The” Caliphate, Its Rise, Decline, and Fall: From Original Sources. Edinburgh and Michigan: J. Grant, 1924.
- Mulder, Stephennie (2014). "Seeing the Light: Enacting the Divine at Three Medieval Syrian Shrines".  In Roxburgh, David J. (ed.). Envisioning Islamic Art and Architecture: Essays in Honor of Renata Holod. Leiden and Boston: Brill. pp. 88–108. ISBN 978-90-04-26402-1.
- Pourshariati, Parvaneh (2008). Decline and Fall of the Sasanian Empire: The Sasanian-Parthian Confederacy and the Arab Conquest of Iran. London and New York: I. B. Tauris. ISBN 978-1-84511-645-3.
- Powers, David S. (2009). Muhammad Is Not the Father of Any of Your Men: The Making of the Last Prophet. Philadelphia: University of Pennsylvania Press. ISBN 978-0-8122-4178-5.
- Robinson, C. F. (1960–2005). "Uḥud". The Encyclopaedia of Islam, New Edition (12 vols.). Leiden: E. J. Brill. pp. ۷۸۲–۷۸۳.
- Schleifer, J. (1960–2005). "Banuʾl-Ḥārith b. Kaʿb". The Encyclopaedia of Islam, New Edition (12 vols.). Leiden: E. J. Brill. p. 223.
- Shaban, M. A. (1971). Islamic History: A New Interpretation, Volume 1, A.D. 600–750 (A.H. 132). Cambridge: Cambridge University Press. ISBN 978-0-521-08137-5.
- Shoufani, Elias S. (1973). Al-Riddah and the Muslim Conquest of Arabia. Toronto: University of Toronto Press. ISBN 0-8020-1915-3.
- Sirriya, Elizabeth (1979). "Ziyārāt of Syria in a "Riḥla" of 'Abd al-Ghanī al-Nābulusī (1050/1641–1143/1731)". The Journal of the Royal Asiatic Society of Great Britain and Ireland. 111 (2): 109–122. doi:10.1017/s0035869x00135543. S2CID 163434595.
- Umari, Akram Diya (1991). Madīnan Society at the Time of the Prophet, Volume II: The Jihād against the Mushrikūn. Translated by Huda Khattab. Herndon, Virginia: The International Institute of Islamic Thought. ISBN 0-912463-37-6.
- Vaglieri, L. V. (1960–2005). "Dūmat al-Djandal". The Encyclopaedia of Islam, New Edition (12 vols.). Leiden: E. J. Brill. p. 624–626.
- Watt, W. Montgomery (1956). Muhammad at Medina. Oxford: Clarendon Press. OCLC 3456619.
- Watt, W. Montgomery (1960–2005). "Abū Bakr". The Encyclopaedia of Islam, New Edition (12 vols.). Leiden: E. J. Brill. pp. ۱۰۹–۱۱۱.
- Watt, W. Montgomery (1961). Muhammad: Prophet and Statesman. Oxford University Press. ISBN 0-19-881078-4.
- Watt, W. Montgomery (1960–2005). "Al-Ḥudaybiya". The Encyclopaedia of Islam, New Edition (12 vols.). Leiden: E. J. Brill. p. 539.
- Zein, Ibrahim; El-Wakil, Ahmed (2020). "Khālid b. al-Wālid's Treaty with the People of Damascus: Identifying the Source Document through Shared and Competing Historical Memories". Journal of Islamic Studies. 31 (3): 295–328. doi:10.1093/jis/etaa029.
- Zetterstéen, K. V. (1965). "K̲h̲ālid b. al-Walīd b. al-Mughīra al-Makhzūmī".  In Gibb, H. A. R.; Kramers, J. H. (eds.). Shorter Encyclopaedia of Islam. Cornell: Cornell University Press. pp. 235–236. OCLC 609717677.